# Niederbergstraße
Niederbergstraße ist ein Ortsteil der Stadt Werl im Kreis Soest in Nordrhein-Westfalen. Das Dorf hat etwa 230 Einwohner und umfasst eine Fläche von 2,36 km². Es liegt etwa 5 km nordöstlich von Werl.

## Geschichte
Als „birgistratum“ wird Niederbergstraße erstmals Mitte des 9. Jahrhunderts in der Corveyer Überlieferung erwähnt und 1229 als „Berstrathe“. Eine weitere Erwähnung stammt aus dem Jahr 1288. Ein heute abgegangener Rittersitz mit Gericht lag im Dorf Bergstraße und war der namensgebende Stammsitz des Geschlechts der Herren von Berstrate.
Das Dorf Bergstraße umfasste die beiden heutigen Ortsteile Niederbergstraße und Oberbergstraße und hatte 1536 19 schatzpflichtige, das heißt abgabepflichtige Einwohner. 1663 waren es in Niederbergstraße allein schon 30. Von 1860 bis 1967 gab es in Niederbergstraße eine einklassige Schule. Das alte Schulgebäude wird heute als Gemeinschaftshaus benutzt.
Am 1. Juli 1969 wurde Niederbergstraße nach Werl eingemeindet.

## Religion
Heute gehören die Katholiken in Niederbergstraße zur Kirchengemeinde in Westönnen. Seit dem 14. Jahrhundert bestand in Niederbergstraße eine eigene Kapelle, die 1803 abgerissen wurde. Die Kapläne wurden von 1336 bis zur Säkularisation von Prämonstratensern des Klosters Wedinghausen gestellt. 1872 erbaute ein Gutsbesitzer die heutige Maria-Magdalena-Kapelle auf Privatgrund und schenkte sie 1925 der Gemeinde. Es handelt sich um einen dreijochigen, verputzen Ziegelbau. 1902 wurde eine Sakristei angebaut, 1928 erhielt die Kapelle einen Dachreiter. 1868 und 1949 wurde die Kapelle renoviert. Sie besitzt eine Glocke von 1700 und eine alte Orgel, die 1872 gebraucht erworben wurde. Heute wird die Kapelle von einem Trägerverein unterhalten.